# Боб Лазар
Роберт Скотт Лазар (англ. Robert Scott Lazar, Bob Lazar — нар. 26 січня 1959, Флорида, США) — американський конспіролог, який стверджував, що працював як фізик та інженер над антигравітаційним реактором літаючої тарілки працював на секретному об'єкті «S-4» у Неваді, неподалік Зони 51. Здобув широку популярність у листопаді 1989 року, давши телевізійне інтерв'ю Джорджу Кнаппу на телеканалі KLAS. У наступні десятиліття багато фактів його оповідань було спростовано.

## Твердження Лазара
Лазар стверджував, що зустрів Едварда Теллера, коли він працював у Лос-Аламосі, і що Теллер рекомендував його для роботи в EG&G, після чого Лазар переїхав до Лас-Вегасу.
Також Лазар стверджує, що з Лас-Вегаса його відвезли до Зони 51, де в ангарі знаходилися дев'ять тарілок, що «літають». Боб розповів, що працював з однією «літаючою тарілкою» і брав участь у експериментальних польотах на ній. З його слів, усередині було три рівні, вхід вів на середній, а на верхній його не пускали. У «тарілці» він побачив три невеликі крісла, які складали одне ціле з обшивкою, наче виплавлені в одній формі. Нижче знаходився антигравітаційний реактор, що містить невідомий на Землі дуже важкий стабільний елемент з атомним номером 115. (У 2003 році цей хімічний елемент був синтезований на прискорювачі і в 2015 отримав назву Московій, у якого є лише короткоживучі ізотопи .) За словами Лазара, елемент 115 - метал, має помаранчевий колір, і є паливом пристрою, що створює більше енергії, ніж атомна бомба.
Боб ненавидів цю роботу через залякування, багатьох таємниць, яких було не пізнати, та загрози для життя. Під час відпустки він вирішив відвезти друзів до місця поблизу бази. Вночі вони обережно могли спостерігати за вогнями. Проте, зрештою, охоронці їх зловили. Боб дійшов висновку, що має виступити по телевізору, через що його важче «ліквідувати».

## Критика
Лазар стверджує, що отримав ступінь у Массачусетському технологічному інституті та Каліфорнійському технологічному інституті, але обидва інститути заперечують це. Його ніхто не пам'ятає в університетських містечках, його немає на жодній фотографії.
Едвард Теллер заперечував, що колись знав Лазара. Можливо, Лазар і працював у Лос-Аламосі, але там є багато вчених.
Адміністрація Лос-Аламоса заперечує, що вони коли-небудь наймали Боба на роботу, проте Боб водив по ньому журналістів, показуючи, як у власному будинку.
Д-р Давид Л. Морган стверджує, що у знаннях Лазара є значні прогалини. За його словами, винаходи Лазара суперечать законам фізики. Проте Боб Лазар неодноразово аргументував свої твердження, спираючись як на власні дослідження, а й у загальновідомі й експериментально підтверджені теорії.

## Інтернет-ресурси
- A true story Bob Lazar (англ.). Robert Scott Lazar.
- Switch2Hydrogen, Lazar’s hydrogen-powered vehicle effort
- Джо Роган и Боб Лазар. Бэк-инжениринг летающей тарелки на YouTube : [пер. з англ.] — Джо Роган. — Випуск 1315. = Bob Lazar & Jeremy Corbell на YouTube. — Joe Rogan Experience. — #1315.
- Джереми Корбелл. Боб Лазар: 51-й полігон на YouTube : фільм : [пер. с англ.] — 1:36:59. = Corbell J. Bob Lazar: Area 51 & Flying Saucers : film. // Jeremy Kenyon Lockyer Corbell. — 4 Name Production, 2018 — (Extraordinary beliefs)